# اسلازنجر
اسلازنجر (انگلیسی: Slazenger) شرکت تجهیزات ورزشی بریتانیایی است، که در سال ۱۸۸۱ توسط برادران اسلازنجر تأسیس شد.